# Hélène de Beauvoir

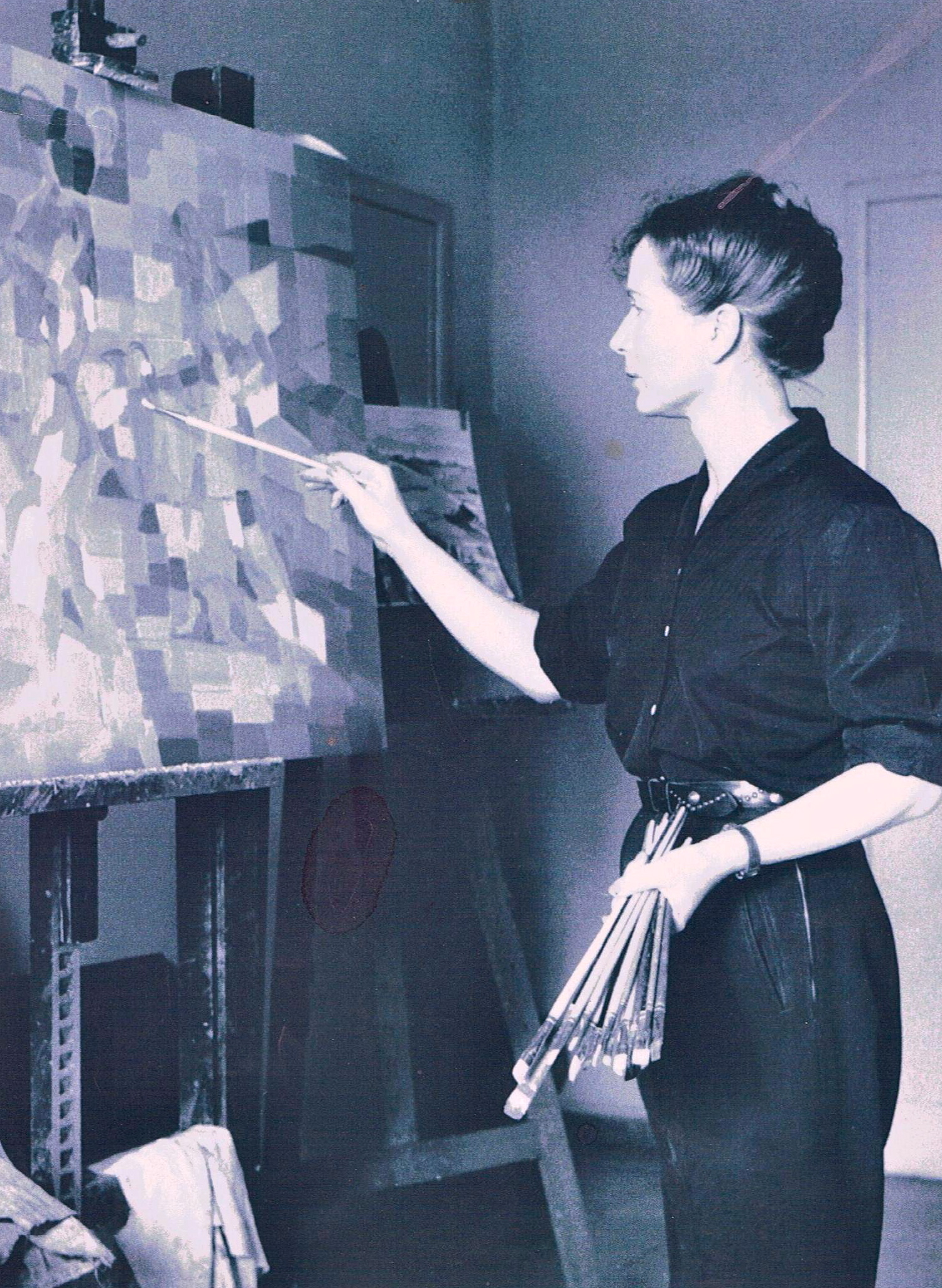
Die Künstlerin bei der Arbeit

Hélène de Beauvoir (* 9. Juni 1910 in Paris; † 5. Juli 2001 in Goxwiller) war eine französische Malerin der Moderne. Sie war die jüngere Schwester von Simone de Beauvoir.

## Leben
Hélène de Beauvoir wurde in Paris, Boulevard du Montparnasse 103, als Tochter von Françoise Brasseur und des Rechtsanwalts Georges de Beauvoir geboren. Ihre Abiturprüfung in Philosophie legte de Beauvoir 1927 ab, danach besuchte sie Abendkurse für Aktzeichnen an den Kunstschulen Académie de la Grande Chaumière und Académie Colarossi. Das Studium des Kupferstichs und der Grafik begann sie an der Kunstschule Rue de Fleurs im Jahr 1928. Im selben Jahr lernte sie den französischen Philosophen Jean-Paul Sartre kennen, als sie von ihrer Schwester zu einer Verabredung mit ihm vorgeschickt wurde.
Von 1934 bis 1935 arbeitete sie als Sekretärin an der Galerie Bonjean. 1935 unternahm sie eine Studienreise nach Italien, wo sie Florenz, Rom, Neapel und Capri besuchte. Ihre erste Einzelausstellung eröffnete de Beauvoir im Januar 1936 in der erwähnten Galerie. Bei der Eröffnung kam auch Pablo Picasso und urteilte: „Ihre Malerei gefällt mir. Sie ist sehr eigenständig.“ Im selben Jahr arbeitete Hélène für ihre Schwester und Sartre, indem sie Manuskripte der beiden abtippte.
Im Jahr 1940 plante sie, für einen Monat nach Portugal zu fahren, doch die deutsche Besetzung Frankreichs im Zweiten Weltkrieg bewog sie, bis 1945 dort zu bleiben. Während dieser Zeit heiratete sie 1942 ihren Freund Lionel de Roulet, einen Schüler Sartres. Er wurde später Diplomat, und so zogen die beiden mehrmals um, darunter 1945 nach Wien, 1947 nach Belgrad und 1950 nach Mailand, wo er Leiter des französischen Kulturzentrums wurde. 1963 kauften sie ein ehemaliges Winzerhaus in Goxwiller im Elsass. Auch nach dem Tod ihres Mannes im Jahr 1990 blieb sie dort wohnen. Hélène hatte keine Kinder; ihr Mann Lionel war in der Jugend an einer besonderen Tuberkulose erkrankt, die ihn unfruchtbar machte.
Schwierig war für Hélène de Beauvoir der Umstand, dass sich ihre Schwester zeitweise abfällig über ihre Malerei äußerte. So schreibt Simone in Die Geschichte von Hélènes Malerei über den frühen Malstil ihrer Schwester: „Jahrelang übte sie, für mich damals zu gewissenhaft, das perfekte Bild zu komponieren.“ Was Picasso gefallen hatte, nämlich dass Hélène nicht unkritisch die damals vorherrschende Abstrakte Malerei übernahm, war der Schwester nicht recht. 1948 kritisierte Simone de Beauvoir mehrmals in Briefen an einen Freund die Malerei ihrer Schwester. Diese Briefe musste Hélène de Beauvoir nach dem Tod der Schwester zur Kenntnis nehmen.
Doch in den 1960er Jahren änderte Simone de Beauvoir ihre bisher skeptische Haltung und äußerte sich in mehreren Briefen positiv. So schrieb sie: „Welch herrliche Bilder! Alle bewundern sie! Du hast deinen Coup gemacht!“ (Abgebildet in Beauvoir peintre.) Sartre, sicher für kein Gefälligkeitsgutachten zu haben, schrieb in seinem längeren Text anlässlich einer Ausstellung Hélènes in Brest begeistert: „Ihr Werk vermag zu überzeugen und zu begeistern!“
Hélène de Beauvoir hatte eine Vielzahl von Ausstellungen in vielen Galerien Europas, in Japan sowie Mittel- und Nordamerika. Besonders hervorzuheben ist ihre Beziehung zu dem Galeristen Ludwig Hammer, den sie 1970 auf der Schifffahrt vom japanischen Yokohama nach Russland kennenlernte. Eine lebenslang anhaltende Freundschaft entstand. Heute befindet sich in der Galerie Hammer in Regensburg ein beachtlicher Teil ihrer mehr als 3000 farbenprächtigen und ausdrucksstarken Werke. Der Nachlass wird in der Staatlichen Bibliothek Regensburg aufbewahrt.

### Soziales Engagement
Anfang der 1970er Jahre wurde Hélène in der Frauenbewegung aktiv und half in Straßburg bei der Gründung eines Hauses für misshandelte Frauen.

## Werke (Auswahl)
- Les Danseurs, 1951
- Bocca di Magra, 1955
- Skieurs à l'arret, 1957
- Landschaft, 1960
- Weiblicher Doppelakt, 1967
- Lagune, 1970
- Traumschiff, 1975
- Deux Soeurs, 1986

## Ausstellungen
- 2025: Hélène de Beauvoir. Mit anderen Augen sehen, Kunst- und Kulturstiftung Opelvillen Rüsselsheim, 28. September 2025 bis 8. Februar 2026